# Goalball-Bundesliga 2017
Die Goalball-Bundesliga 2017 war die fünfte Austragung der höchsten deutschen Spielklasse im Goalball. In ihr wurde zwischen dem 4. Februar und dem 10. Juni 2017 der 27. deutsche Goalballmeister ermittelt. Nach Saisonende stand der BFV Ascota Chemnitz an der Tabellenspitze und wurde somit zum zweiten Mal deutscher Meister. Torschützenkönig wurden Thomas Steiger vom BVSV Nürnberg und Reno Tiede vom Rostocker GC Hansa mit je 53 Toren.

## Teilnehmende Mannschaften
| Stadt               | Mannschaft                            |
| Chemnitz            | BFV Ascota Chemnitz                   |
| Dresden             | SGV Dresden                           |
| Hamburg             | FC St. Pauli                          |
| Königs Wusterhausen | SSV Blindenschule Königs Wusterhausen |
| Marburg             | SSG Blindenstudienanstalt Marburg     |
| Marburg             | SSG Blindenstudienanstalt Marburg II  |
| Nürnberg            | BVSV Nürnberg                         |
| Rostock             | Rostocker GC Hansa                    |

## Spielübersicht
| Datum                 |                                       | Ergebnis | !Austragungsort                                   |
| --------------------- | ------------------------------------- | -------- | ------------------------------------------------- |
| 04.02.2017, 09:30 Uhr | SSG Blindenstudienanstalt Marburg     | 18:80    | SSG Blindenstudienanstalt Marburg II \|\|Marburg  |
| 04.02.2017, 10:40 Uhr | SSV Blindenschule Königs Wusterhausen | 03:13    | BFV Ascota Chemnitz \|\|Marburg                   |
| 04.02.2017, 11:50 Uhr | SSG Blindenstudienanstalt Marburg     | 11:10    | FC St. Pauli \|\|Marburg                          |
| 04.02.2017, 13:00 Uhr | SSG Blindenstudienanstalt Marburg II  | 4:5      | SSV Blindenschule Königs Wusterhausen \|\|Marburg |
| 04.02.2017, 14:10 Uhr | BFV Ascota Chemnitz                   | 16:60    | FC St. Pauli \|\|Marburg                          |
| 04.02.2017, 15:20 Uhr | SSV Blindenschule Königs Wusterhausen | 03:13    | SSG Blindenstudienanstalt Marburg \|\|Marburg     |
| 11.03.2017, 09:30 Uhr | FC St. Pauli                          | 18:80    | SSG Blindenstudienanstalt Marburg II \|\|Hamburg  |
| 11.03.2017, 10:40 Uhr | SSV Blindenschule Königs Wusterhausen | 05:12    | BVSV Nürnberg \|\|Hamburg                         |
| 11.03.2017, 11:50 Uhr | Rostocker GC Hansa                    | 17:10    | SSG Blindenstudienanstalt Marburg II \|\|Hamburg  |
| 11.03.2017, 13:00 Uhr | BVSV Nürnberg                         | 11:10    | FC St. Pauli \|\|Hamburg                          |
| 11.03.2017, 14:10 Uhr | SSV Blindenschule Königs Wusterhausen | 14:80    | Rostocker GC Hansa \|\|Hamburg                    |
| 11.03.2017, 15:20 Uhr | SSG Blindenstudienanstalt Marburg II  | 0:9      | BVSV Nürnberg \|\|Hamburg                         |
| 08.04.2017, 10:00 Uhr | BVSV Nürnberg                         | 01:11    | BFV Ascota Chemnitz \|\|Nürnberg                  |
| 08.04.2017, 11:10 Uhr | SSG Blindenstudienanstalt Marburg     | 9:8      | SGV Dresden \|\|Nürnberg                          |
| 08.04.2017, 12:20 Uhr | SSG Blindenstudienanstalt Marburg II  | 02:12    | BFV Ascota Chemnitz \|\|Nürnberg                  |
| 08.04.2017, 13:30 Uhr | BVSV Nürnberg                         | 9:8      | SSG Blindenstudienanstalt Marburg \|\|Nürnberg    |
| 08.04.2017, 14:40 Uhr | SGV Dresden                           | 11:10    | SSG Blindenstudienanstalt Marburg II \|\|Nürnberg |
| 13.05.2017, 09:30 Uhr | Rostocker GC Hansa                    | 12:10    | SGV Dresden \|\|Rostock                           |
| 13.05.2017, 10:40 Uhr | SSV Blindenschule Königs Wusterhausen | 09:10    | FC St. Pauli \|\|Rostock                          |
| 13.05.2017, 12:20 Uhr | Rostocker GC Hansa                    | 19:90    | FC St. Pauli \|\|Rostock                          |
| 13.05.2017, 13:30 Uhr | SGV Dresden                           | 4:2      | SSV Blindenschule Königs Wusterhausen \|\|Rostock |
| 13.05.2017, 15:10 Uhr | FC St. Pauli                          | 05:13    | SGV Dresden \|\|Rostock                           |
| 10.06.2017, 09:00 Uhr | BFV Ascota Chemnitz                   | 13:30    | Rostocker GC Hansa \|\|Chemnitz                   |
| 10.06.2017, 10:10 Uhr | SGV Dresden                           | 07:13    | BVSV Nürnberg \|\|Chemnitz                        |
| 10.06.2017, 11:20 Uhr | SSG Blindenstudienanstalt Marburg     | 08:12    | Rostocker GC Hansa \|\|Chemnitz                   |
| 10.06.2017, 12:30 Uhr | BFV Ascota Chemnitz                   | 13:60    | SGV Dresden \|\|Chemnitz                          |
| 10.06.2017, 13:40 Uhr | Rostocker GC Hansa                    | 11:20    | BVSV Nürnberg \|\|Chemnitz                        |
| 10.06.2017, 14:50 Uhr | SSG Blindenstudienanstalt Marburg     | 7:6      | BFV Ascota Chemnitz \|\|Chemnitz                  |

## Abschlusstabelle
| Pl. | Mannschaft                               | Sp. | S | U | N | Tore    | Diff. | Punkte |
| --- | ---------------------------------------- | --- | - | - | - | ------- | ----- | ------ |
| 1.  | BFV Ascota Chemnitz (M)                  | 7   | 6 | 0 | 1 | 084:280 | +56   | 18     |
| 2.  | BVSV Nürnberg                            | 7   | 6 | 0 | 1 | 075:430 | +32   | 18     |
| 3.  | SSG Blindenstudienanstalt Marburg        | 7   | 5 | 0 | 2 | 074:470 | +27   | 15     |
| 4.  | Rostocker GC Hansa                       | 7   | 4 | 0 | 3 | 082:840 | −2    | 12     |
| 5.  | SGV Dresden                              | 7   | 3 | 0 | 4 | 059:550 | +4    | 09     |
| 6.  | FC St. Pauli (N)                         | 7   | 2 | 0 | 5 | 050:870 | −37   | 06     |
| 7.  | SSV Blindenschule Königs Wusterhausen    | 7   | 2 | 0 | 5 | 041:640 | −23   | 06     |
| 8.  | SSG Blindenstudienanstalt Marburg II (N) | 7   | 0 | 0 | 7 | 033:900 | −57   | 0      |

Farblegende:

Bei Punktgleichheit entschieden über die Tabellenplatzierung:
1. der direkte Vergleich,
2. die Tordifferenz,
3. die Anzahl der erzielten Tore,
4. ein Entscheidungsspiel.

## Torschützenliste
| Platz | Name           | Mannschaft         | Tore |
| 1.    | Thomas Steiger | BVSV Nürnberg      | 53   |
| 1.    | Reno Tiede     | Rostocker GC Hansa | 53   |

Beste Torschützin war Pia Knaute von der SSG Blindenstudienanstalt Marburg II mit 11 Toren.

## Relegation

### Runde 1

#### Gruppe A
| Datum                 |                                       | Ergebnis | !Austragungsort                                     |
| --------------------- | ------------------------------------- | -------- | --------------------------------------------------- |
| 18.11.2017, 08:30 Uhr | SSV Blindenschule Königs Wusterhausen | 13:50    | SpVgg 03 Ilvesheim \|\|Ilvesheim                    |
| 18.11.2017, 10:20 Uhr | Rostocker GC Hansa II                 | 04:10    | SSV Blindenschule Königs Wusterhausen \|\|Ilvesheim |
| 18.11.2017, 12:10 Uhr | SpVgg 03 Ilvesheim                    | 13:50    | Rostocker GC Hansa II \|\|Ilvesheim                 |

| Pl. | Mannschaft                            | Sp. | S | U | N | Tore    | Diff. | Punkte |
| --- | ------------------------------------- | --- | - | - | - | ------- | ----- | ------ |
| 1.  | SSV Blindenschule Königs Wusterhausen | 2   | 2 | 0 | 0 | 023:900 | +14   | 06     |
| 2.  | SpVgg 03 Ilvesheim                    | 2   | 1 | 0 | 1 | 018:180 | ±0    | 03     |
| 3.  | Rostocker GC Hansa II                 | 2   | 0 | 0 | 2 | 009:230 | −14   | 0      |

#### Gruppe B
| Datum                 |                                      | Ergebnis | !Austragungsort                                    |
| --------------------- | ------------------------------------ | -------- | -------------------------------------------------- |
| 18.11.2017, 09:25 Uhr | FC St. Pauli                         | 10:10    | SSG Blindenstudienanstalt Marburg II \|\|Ilvesheim |
| 18.11.2017, 11:15 Uhr | SSG Blindenstudienanstalt Marburg II | 9:8      | LE Sport Leipzig \|\|Ilvesheim                     |
| 18.11.2017, 13:05 Uhr | LE Sport Leipzig                     | 05:15    | FC St. Pauli \|\|Ilvesheim                         |

| Pl. | Mannschaft                           | Sp. | S | U | N | Tore    | Diff. | Punkte |
| --- | ------------------------------------ | --- | - | - | - | ------- | ----- | ------ |
| 1.  | FC St. Pauli                         | 2   | 1 | 1 | 0 | 025:150 | +10   | 04     |
| 2.  | SSG Blindenstudienanstalt Marburg II | 2   | 1 | 1 | 0 | 019:180 | +1    | 04     |
| 3.  | LE Sport Leipzig                     | 2   | 0 | 0 | 2 | 013:240 | −11   | 0      |

### Finale
| Datum                 |                                       | Ergebnis | !Austragungsort            |
| --------------------- | ------------------------------------- | -------- | -------------------------- |
| 18.11.2017, 14:00 Uhr | SSV Blindenschule Königs Wusterhausen | 11:70    | FC St. Pauli \|\|Ilvesheim |

### Runde 2

#### Halbfinale
| Datum                 |                                      | Ergebnis | !Austragungsort                     |
| --------------------- | ------------------------------------ | -------- | ----------------------------------- |
| 18.11.2017, 14:55 Uhr | SSG Blindenstudienanstalt Marburg II | 5:8      | Rostocker GC Hansa II \|\|Ilvesheim |
| 18.11.2017, 15:50 Uhr | SpVgg 03 Ilvesheim                   | 5:8      | LE Sport Leipzig \|\|Ilvesheim      |

#### Spiel um den fünften Platz
| Datum                 |                    | Ergebnis | !Austragungsort                                    |
| --------------------- | ------------------ | -------- | -------------------------------------------------- |
| 18.11.2017, 16:45 Uhr | SpVgg 03 Ilvesheim | 8:4      | SSG Blindenstudienanstalt Marburg II \|\|Ilvesheim |

#### Spiel um den dritten Platz
| Datum                 |                  | Ergebnis | !Austragungsort                     |
| --------------------- | ---------------- | -------- | ----------------------------------- |
| 18.11.2017, 17:40 Uhr | LE Sport Leipzig | 11:10    | Rostocker GC Hansa II \|\|Ilvesheim |

### Abschlussplatzierung
| Pl. | Mannschaft                            |
| 1.  | SSV Blindenschule Königs Wusterhausen |
| 2.  | FC St. Pauli                          |
| 3.  | LE Sport Leipzig                      |
| 4.  | Rostocker GC Hansa II                 |
| 5.  | SpVgg 03 Ilvesheim                    |
| 6.  | SSG Blindenstudienanstalt Marburg II  |

Farblegende:

Bei Punktgleichheit entschieden über die Tabellenplatzierung:
1. der direkte Vergleich,
2. die Tordifferenz,
3. die Anzahl der erzielten Tore,
4. ein Entscheidungsspiel.